# Rendulići
Rendulići is een plaats in de gemeente Bosiljevo in de Kroatische provincie Karlovac. De plaats telt 17 inwoners (2001).